# Meilschnitzwiesen
Das Naturschutzgebiet Meilschnitzwiesen liegt im Landkreis Coburg in Bayern. Es erstreckt sich östlich von Meilschnitz, einem Stadtteil der oberfränkischen Stadt Neustadt bei Coburg. Durch das Gebiet hindurch fließt die Meilschnitz. Östlich verläuft die Landesgrenze zu Thüringen und – auf thüringischem Gebiet im Landkreis Sonneberg –  erstreckt sich das 93,9 ha große Naturschutzgebiet Mürschnitzer Sack.

## Bedeutung
Das 31,8 ha große Gebiet mit der NSG-Nr. NSG-00418.01 wurde im Jahr 1992 unter Naturschutz gestellt. Es handelt sich um ein großflächiges Wiesengebiet mit Nasswiesen, Röhrichtzonen, Feuchtbrachen sowie Hochstaudenfluren und Gehölzstreifen.